# Labouheyre
Labouheyre is een gemeente in het Franse departement Landes (regio Nouvelle-Aquitaine). De plaats maakt deel uit van het arrondissement Mont-de-Marsan. Labouheyre telde op 1 januari 2022 2.883 inwoners.
In de middeleeuwen was Labouheyre een ommuurde stad met stadspoorten. De stadsmuur en de poorten zijn verdwenen, behalve de poort die dient als toren van de kerk Saint-Jacques. Labouheyre ligt op de Via Turonensis, een van de bedevaartswegen naar Santiago de Compostella. De Saint-Jacques werd gebouwd in gotische stijl in de 15e en 16e eeuw op de plaats van een oudere, romaanse kerk. De kerk werd in de 19e eeuw vergroot. De Place de la Mairie, het plein voor het gemeentehuis, werd aangelegd in de tweede helft van de 19e eeuw. Er staan 86 platanen waarvan de takken met elkaar verweven zijn.

## Geografie
De oppervlakte van Labouheyre bedroeg op 1 januari 2022 36,13 vierkante kilometer; de bevolkingsdichtheid was toen 79,8 inwoners per km².

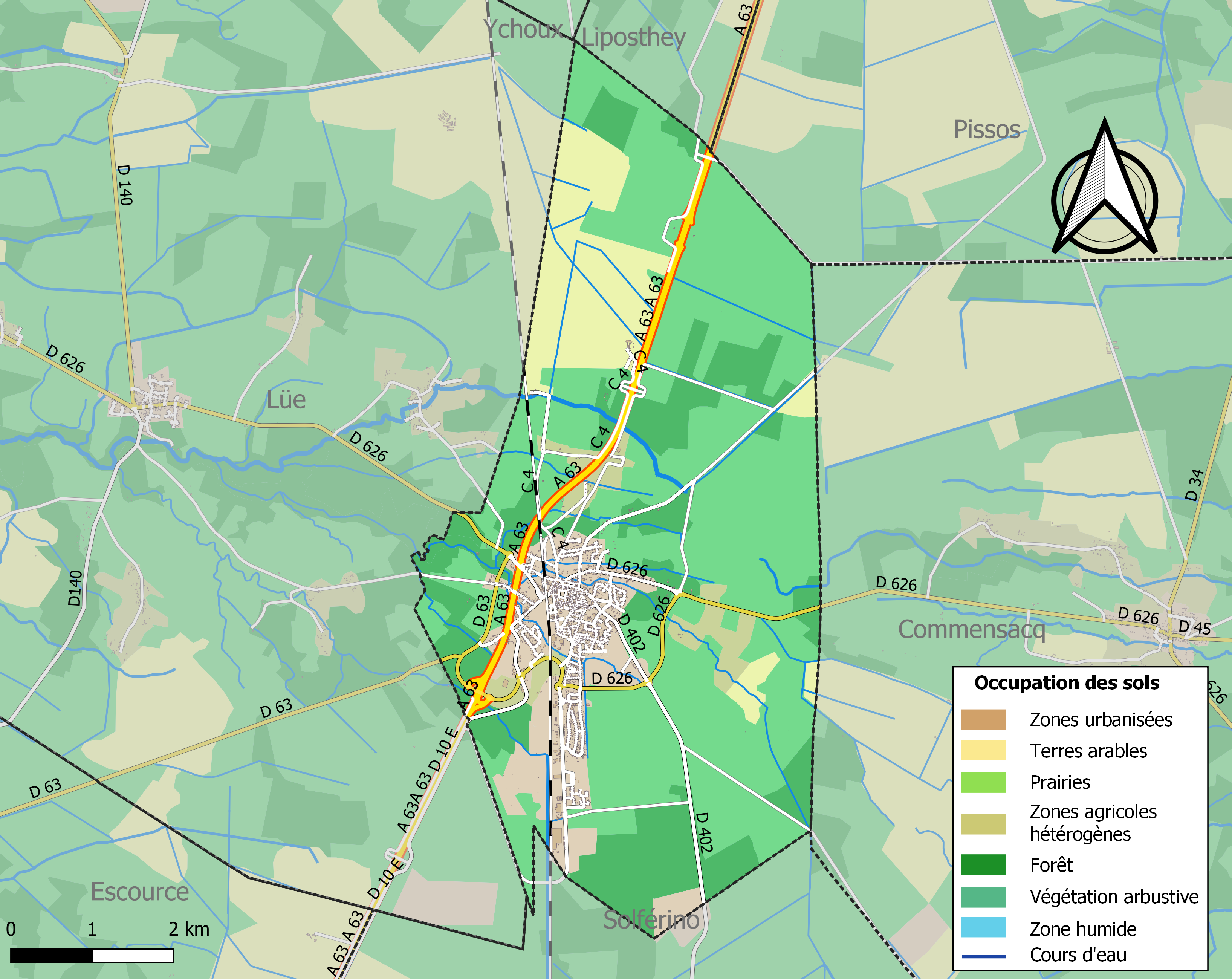
Kaart van de gemeente met de belangrijkste infrastructuur, bodemgebruik en omliggende gemeenten

## Verkeer en vervoer
In de gemeente ligt spoorwegstation Labouheyre. De autosnelweg A63 loopt door de gemeente.

## Demografie
Onderstaande figuur toont het verloop van het inwonertal (bron: INSEE-tellingen).

## Geboren
- Félix Arnaudin (1844-1921), etnograaf en fotograaf